# 타이프패드
타이프패드(TypePad)는 식스 아파트에서 운영하는 유료 블로그 서비스다. 2003년 10월에 서비스를 시작하였으며, 무버블 타입 기반으로, 무버블 타입의 템플릿과 API 같은 기술적인 부분을 서로 공유한다. 하지만 기술적인 지식이 없는 사용자에게 마케팅하였으며 블로그 소유자가 원할 경우 여러 명이 블로그에 글을 쓸 수 있게 하며, 포토 앨범 그리고 모블로깅 같은 몇 가지 기능을 더 포함하였다.
타이프패드는 전 세계의 여러 국가와 언어로 서비스되고 있다. 또한 일반 개인 사용자에게는 Basic, Plus, Pro 총 3단계로 나누어 서비스를 각 단계마다 다르게 제공하고 있다.